# Franciscus van Assisi ontvangt de stigmata (Titiaan)
Franciscus van Assisi ontvangt de stigmata is een olieverfschilderij op doek van de Venetiaanse kunstschilder Titiaan. De afmetingen zijn 281 cm hoog x 195 cm breed. Het werk behoort tot de collectie van het Museo regionale Agostino Pepoli in Trapani, een stad op het Italiaanse eiland Sicilië. 

## Beschrijving
Het schilderij stelt de heilige Franciscus van Assisi voor die getekend wordt door de stigmata van Christus. Aan de hemel schittert een verrezen Christus, wat een variant is op de traditionele voorstelling van een kruis aan de hemel dat iemand de stigmata bezorgt. Franciscus staat samen met broeder Leo in een donker bos.

## Historiek
Vermoedelijk werd het werk geschilderd in het jaar 1561. 
Het schilderij was besteld voor en hing eeuwenlang in de kerk San Francesco d’Assisi dell’Immacolata Concezione in Trapani op Sicilië; dit is de kloosterkerk van de conventuelen in deze havenstad. Het schilderij hing er in de zijkapel Cappella Guidoni, die in het jaar 1561 werd ingewijd.
Het schilderij was niet gesigneerd. Tot 1946 waren kunstkenners ervan overtuigd dat de kunstschilder Vincenzo da Pavia was, ook genoemd Vincenzo degli Azani ( - 1557). Het was de kunstkenner Roberto Longhi (1890-1970) die het schilderij toeschreef aan Titiaan (1946). Een restauratie in de jaren 1953-1954 legde alsnog de handtekening van Titiaan bloot. De naam van de kunstenaar staat niet meer ter discussie.